# 140 (liczba)
140 (sto czterdzieści) – liczba naturalna następująca po 139 i poprzedzająca 141.

## W matematyce
- 140 jest liczbą Harshada[1]
- 140 jest najmniejszą liczbą harmoniczną (oprócz 1), która nie jest jednocześnie liczba doskonałą
- 140 jest palindromem liczbowym, czyli może być czytana w obu kierunkach, w pozycyjnym systemie liczbowym o bazie 13 (AA).
- 140 należy do czternastu trójek pitagorejskich (48, 140, 148), (51, 140, 149), (84, 112, 140), (105, 140, 175), (140, 147, 203), (140, 171, 221), (140, 225, 265), (140, 336, 364), (140, 480, 500), (140, 693, 707), (140, 975, 985), (140, 1221, 1229), (140, 2448, 2452), (140, 4899, 4901).

## W nauce
- liczba atomowa unquadnilium (niezsyntetyzowany pierwiastek chemiczny)
- galaktyka NGC 140
- planetoida (140) Siwa
- kometa krótkookresowa 140P/Bowell-Skiff

## W kalendarzu
140. dniem w roku jest 20 maja (w latach przestępnych jest to 19 maja). Zobacz też co wydarzyło się w roku 140, oraz w roku 140 p.n.e.